# Wąwóz Pankisi
Wąwóz Pankisi (gruz. პანკისის ხეობა) – dolina w północno-wschodniej Gruzji, położona w pobliżu granicy z Czeczenią oraz Dagestanem. Administracyjnie wchodzi w skład rejonu achmeckiego, w regionie Kachetii, jego centrum administracyjnym Pankisi jest wieś Duisi. Pankisi jest w większości zamieszkiwane przez grupę etniczną Kistów, spokrewnioną z Czeczenami. Przez Pankisi przepływa rzeka Alazani.

## Położenie geograficzne
Tradycyjna nazwa "wąwóz Pankisi" jest myląca. W rzeczywistości bowiem jest to szeroka na od 4 do 6 kilometrów i długa na ponad 10 kilometrów dolina, przez którą przepływa rzeka Alazani. Pankisi zaczyna się kilka kilometrów na północ od miasta Achmeta. Na terenie wąwozu znajduje się 16 wiosek, z których największe to Duisi, Dżokolo oraz Omalo.

## Historia
W średniowieczu, wąwóz był częścią księstwa Torgwa Pankeli, które wchodziło w skład królestwa gruzińskiego. Po upadku królestwa, licznych najazdach perskich i tureckich, Pankisi opustoszało. Ponowna akcja osiedleńcza ma miejsce od XVI wieku, kiedy w rejon Pankisi przybyli przedstawiciele różnych grup etnicznych. W XIX wieku w Pankisi osiedliła się duża grupa Czeczenów i Inguszów, w dużej części zbiegów z ogarniętej wojną północnej części Kaukazu. To z tych grup wywodzą się zamieszkujący dziś Pankisi Kistowie.
W latach 90. XX wieku w związku z wojnami czeczeńsko-rosyjskimi do wąwozu przybyli liczni uchodźcy z Czeczenii – ich liczbę szacowano nawet na 10 tysięcy. W związku z istnieniem licznej diaspory czeczeńskiej, schronienie oraz bazę operacyjną w Pankisi znajdowali czeczeńscy przywódcy polowi, w tym przede wszystkim Rusłan Gełajew. Rosja wielokrotnie domagała się od rządu gruzińskiego podjęcia działań celem aresztowania lub wypędzenia z Pankisi czeczeńskich bojowników. Pojawiały się również spekulacje, że Rosjanie celowo zaogniają sytuację w wąwozie, w celu zwiększenia swojej obecności militarnej w Gruzji. Kilkukrotnie też lotnictwo rosyjskie dokonywało bombardowań na terenie Pankisi, zabijając pewną liczbę cywili. Niezależnie od nacisków ze strony Rosjan, Gruzini, w celu uspokojenia sytuacji, zaangażowali do pomocy Amerykanów, w ramach tzw. 'Georgia train and equip program'. Po 2004 r. sytuacja w wąwozie wróciła do normy.